# Speed Your Love to Me
Speed Your Love to Me är en låt av den skotska gruppen Simple Minds från albumet Sparkle in the Rain. Den utgavs i januari 1984 som den andra singeln från albumet och nådde 20:e plats på brittiska singellistan. B-sidan Bassline är en instrumental version av låten White Hot Day från Sparkle in the Rain.

## Låtförteckning
- UK 7" Virgin Records VS 649 / UK 7" Picture Disc VSY 649

1. Speed Yor Love to Me [Edit] – 3.59
2. Bassline – 4.35

- UK 12" Virgin Records VS 649-12

1. Speed Your Love to Me [Extended Mix] – 7.29
2. Speed Your Love to Me [Edit] – 3.59
3. Bassline - 4.35